# 유스투스 폰 리비히
유스투스 폰 리비히(Justus von Liebig, 1803년 5월 12일 ~ 1873년 4월 18일)는 독일의 화학자이다. 생물체 내에서의 물질변환을 화학적으로 분석하였으며 유기화학 각 방면 발달의 기초를 마련하여 '농예화학의 아버지'라고 불린다. 동식물 성장에 대한 이론분석을 통해 실용적 주장을 하며 농업기술의 급속한 발전을 촉진시켰다. 1841년에 식물의 무기양분설 및 최소 양분률을 발표하여 인조 비료제조와 사용의 필요성을 주장함으로 '무기화학 비료의 선구자'로 평가받는다.
기센 대학 교수시절에 화학, 약학 연구소를 만들어 학생들이 실험과 연구에 참여하여 직접 연구방법을 체득케 하는 새로운 교육 방법을 창시하고 종래의 도제(徒弟)식 학습법을 폐지하였다. 이를 통해 호프만, 케쿨레, 뷔르츠, 월리엄슨 등 우수한 화학자를 양성하여서 과학 교육 개혁의 선구자가 되었다. 1857년, 발효의 미생물 이론에 대해 파스퇴르와 논쟁을 한 것으로도 유명하다.

## 생애
어릴 때부터 화학에 매료된 리비히는 아버지가 운영하는 공장에서 가져온 화학 물질로 화약을 만들어 학교에서 폭발시키는 바람에 초등학교에서 퇴학당했다고 전해진다. 1820년 본 대학에 입학하였으나, 이듬해 카스터너 화학 교수를 따라 에를랑겐 대학으로 전학하였다가 퇴학당하였다. 박사학위는 에를랑겐 대학에서 받았다. 그러나 그를 아끼던 카스터너의 추천으로 파리 소르본 대학에서 강의를 들으며 조제프 루이 게이뤼삭의 지도를 받았다. 1824년 귀국하여 21세의 나이로 기센 대학 조교수가 되어 그곳에서 세계 최초의 본격적인 화학 분야의 학과를 만들고 실험 중심의 화학교육을 실천하여 후일 최고의 화학 교육자로 불리게 된다. 그곳에서 14년간에 걸쳐 유기 화학 연구에 전념하였다.
리비히의 가장 중요한 업적 중 하나는 유기 화합물의 탄소와 수소의 분석 방법을 개발한 것이다. 리비히가 활동하던 19세기는 간단하지만 중요한 유기화합물들을 분리하고 연구하던 시기였다. 예컨대 글루코오스는 1747년에 건포도에서 처음 분리되었고, 1838년에 듀마(Jean Dumas)가 '달다'라는 뜻의 glycos로부터 glucose라고 명명했지만, 구조가 밝혀진 것은 19세기 에밀 피셔(Emil Fischer, 1902년 노벨 화학상)에 의해서였다.
한편 아미노산의 일종인 아스파라진(asparagine)은 1806년에 아스파라거스에서 발견되었고, 글루코스와 마찬가지로 달다는 말에서 유래된 글라이신(glycine)은 1820년 경에 동물 단백질인 젤라틴에서 발견되었다. 핵산의 다섯 가지 염기 중 하나인 구아닌(guanine)은 1844년에 바다 새의 똥이 굳어진 것으로 천연비료로 중요하게 사용되던 구아노(guano)에서 분리되었다. 이러한 물질을 조사하는 첫 단계는 탄소, 수소, 질소 등의 무게 퍼센트를 알아내는 것이다. 지금도 고등학교 교과서에 나오는 탄소와 수소의 원소분석 방법은 리비히가 1830년대에 발전시킨 것이다.
시료를 연소하고 나오는 물은 오산화인(P2O5)과 같은 흡수제에 흡수시키고, 이산화탄소는 수산화포타슘(KOH) 같은 알칼리 용액에 흡수한 후 무게의 증가를 측정한다. 예컨대 근육의 원소 조성을 조사하려면 우선 근육 시료를 바짝 말려서 물의 양을 측정하고, 마른 시료를 가지고 리비히의 방법을 사용하면 될 것이다. 이 때 생성물로 얻어진 물과 이산화탄소는 무생물계에서 찾아 볼 수 있는 물이나 이산화탄소와 똑같다. 우리 몸의 탄수화물이나 단백질은 몸 밖의 물, 이산화탄소 등 무기물질로부터 만들어진 것이다.
1840년에 《유기 화학의 농업 및 생리학에 대한 응용》을 출간하여 무기양분설, 광물설을 발표하였다. 이를 통해 식물의 성장에 있어서 식물이 썩어 흙과 섞인 부식토(腐植土,)가 필수적이라는 종전의 학설을 부정하고 질소, 인, 칼륨 등이 필요하다는 사실을 체계적으로 밝혔다. 식물이 공기로부터 얻는 이산화탄소와 뿌리로부터 얻는 질소 화합물과 미네랄을 가지고 성장한다는 것이다. 또한 토양의 비옥성을 유지하기 위해서는 무기성분과 질소를 토양에 환원시켜야 한다고 주장했다. 이런 이론을 바탕으로 비료를 만들어 자신의 학문적 연구성과를 증명하였다. 아울러 한 개의 필수성분이 없거나 부족하면 다른 모든 성분이 충분히 존재해도 그 부족한 성분을 필요로 하는 작물에 대해서 토양은 생산력을 가질 수 없거나 한계가 있기에 식물이 성장할 수 없거나 제한적이라는 '최소양분율'을 주장하였다.
1804년, 독일의 탐험가 훔볼트가 남미대륙 탐험중에 현지인들이 칠레초석과 페루 구아노를 비료로 사용하여 생산성을 향상시키고 있음을 발견한후 이를 수입하자고 주장했으나 아무도 관심을 보이지 않았었다. 식물이 성장하기 위한 단백질 합성에 질소가 가지는 중요성을 몰랐기 때문이다. 그러나 리비히의 발표이후 유럽인들은 칠레초석과 페루 구아노를 수입하기 시작하였다. 또한 리비히는 식물 성장에서 질소의 중요성을 밝혔지만 질소비료를 대량 생산할 수 있게 된 것은 1909년에 프리츠 하버가 공중 질소 고정법을 개발하고 나서이다.
지금은 무기물로부터 유기물이 만들어지는 것이 당연시 되지만, 19세기 전반에 가장 위대한 화학자 중 하나인 베르셀리우스는 유기물과 무기물은 엄격히 구분되어야 한다고 믿었다. 당시 널리 받아들여졌던 생기론(生氣論, vitalism)에 따라 유기물은 생체, 생명력과 관련된 특별한 물질로 생각되었던 것이다. 그러한 시기에 리비히는 이산화탄소, 질소화합물, 미네랄 같은 무기물과 식물의 성장을 연관지어 농화학, 생리화학, 생화학, 유기화학의 기초를 놓았으며, 언젠가는 당, 아스피린, 몰핀 등 천연물을 합성할 수 있을 것이라고 확신했다
1828년에 리비히의 절친한 친구였던 뵐러는 생체에서만 만들어진다고 생각되었던 요소(尿素, urea)를 무기물인 시안산암모늄(ammonium cyanate)을 가열하여 실험실에서 합성함으로써 유기물과 무기물의 관련성을 보여주었다.
리비히의 다른 중요한 발명에는 리비히 컨덴서(Liebig condenser)와 은거울이 있다. 리비히 컨덴서는 기체로 증류되어 나오는 물질을 냉각시켜서 다시 액체로 수집하는 장치이다. 초중등학교에서도 쉽게 만들 수 있는 은거울은 유리용기 안에서 은 이온(Ag+)을 펠링
용액(Fehling solution)과 같은 환원당(還元糖, reducing sugar) 용액을 사용하여 금속 은으로 환원시켜서 얻는다.
또 요산에 관한 연구로 산의 다염기성이란 가설을 세웠다. 또 1838년부터 응용 화학을 연구하여, 칼리·인산·암모니아의 화합물로 이루어지는 인공 비료를 만들어 냄으로써 농예 화학의 기초를 이룩하였다.
리비히의 제자 중에는 헤르만 폰 펠링(Fehling), 아우구스트 케쿨레(Kekule), 아우구스트 빌헬름 폰 호프만(Hofmann), 에밀 에를렌마이어(Erlenmeyer) 등 유명한 유기화학자들이 있다.

## 참조
1. ↑  오진곤 <화학의 역사> 전파과학사 1993년 p162
2. ↑  [네이버 지식백과] 리비히 [Justus von Liebig] (토양사전, 2000. 10. 15., 류순호)
3. 1 2 3  [네이버 지식백과] 리비히 [Justus Freiherr von Lie´big] (인명사전, 2002. 1. 10., 인명사전편찬위원회)
4. ↑  [네이버 지식백과] 유스투스 폰 리비히 [Justus Freiherr von Liebig] (두산백과 두피디아, 두산백과).....화학의 연구 및 교육방식에 관한 측면에서의 업적은 근대적인 실험실의 창설이라 할 수 있다. 그는 기센대학 교수로 취임하자, 즉시 화학교실에 학생용 실험실을 설치하고 학생 모두가 실험하고 연구할 수 있도록 기회를 만들어 주었다. 이것은 당시로서는 획기적인 시도여서 각지로부터 많은 학생들이 몰려들었다. 제자들 중에서 우수한 화학자가 많이 배출되었고, 기센식(式) 연구와 기센식 교육을 각지로 확산시켰다. 예를 들면, 베를린의 호프만, 본의 F.A.케쿨레, 슈투트가르트의 H.펠링 등이 있으며, 그 밖에 프랑스의 C.A.뷔르츠, 영국의 플레이페어, 러시아의 N.N.지닌 등 헤아릴 수 없이 많다.
5. ↑  존 월러 <왜 하필이면 세균이었을까> 몸과마음 2004년 p96
6. ↑  [네이버 지식백과] 리비히 [Justus von Liebig] (토양사전, 2000. 10. 15., 류순호)
7. ↑  [네이버 지식백과] 리비히 [Liebig, Justus, Freiherr von] (화학대사전, 2001. 5. 20., 세화 편집부)....그의 연구상의 관심은 천천히 순정 화학을 떠나 「유기 화학의 농업 및 생리학에 대한 응용」(1840년)에서는 식물의 생육과 토양 성분에서의 유기 성분의 역할을 부정하고, 무기 영양론에 이르러 이 이론을 그의 방법에 근거한 시비(施肥)에 따라 실증했다.
8. ↑  [네이버 지식백과] 리비히의 최소량의 법칙 (시사상식사전, pmg 지식엔진연구소)생장과 번식에 필요한 여러 가지 필수 물질을 얻어야 하는데 종(種)이나 장소에 따라 필수 물질의 종류가 다르다. 이 필수 물질 중 가장 적게 공급되는 요소에 의해 생물이 지배된다는 사실은 1840년 리비히(Justus Liebig)에 의해 밝혀졌다. 예컨대 작물의 수확이 다량으로 필요한 환경에서는 일반적으로 풍부한 이산화탄소나 물과 같은 양분이 아닌, 매우 미량만 필요하나 토양 중에는 극소량인 붕소와 같은 원소에 의해 생물의 생장이 제한된다. 리비히의 연구 이후 많은 연구자들은 무기질 외에 시간적 요소 등 다른 여러 가지 요인을 이 법칙에 포함하여 그 개념을 확대하였다.
9. ↑  [네이버 지식백과] 리비히의 최소량의 법칙 (권오길의 괴짜 생물 이야기, 2012. 10. 25., 권오길)....무기화학 비료의 선구자이자 비료의 아버지라 불리는 독일의 화학자 리비히(J. von Liebig, 1803~1873)가 제창한 것으로, '10대 필수 영양소(원소) 중 성장을 좌우하는 것은 넘치는 요소가 아니라 가장 모자라는 요소'라는 것이다....(중략)...한 가지가 부족하면 다른 것이 제아무리 많이 들어 있어도 식물은 제대로 자랄 수 없다. "경작물의 성장은 가장 부족한 것에 의해서 제한된다"는 것으로 이를 '최소율의 법칙', 또는 '한정요인설'이라 한다.
10. ↑  [네이버 지식백과] 알렉산더 폰 훔볼트 [Alexander von Humboldt] (두산백과 두피디아, 두산백과)
11. ↑  피터 매시니스 <100 디스커버리> 생각의날개 2011년 p31...1840년대에 들어서 수입을 시작했고 전쟁까지 벌어졌다.
12. ↑  [네이버 지식백과] 알렉산더 폰 훔볼트 [Alexander von Humboldt] (두산백과 두피디아, 두산백과)......1799년부터는 라틴아메리카의 탐험조사를 하고 1804년 프랑스로 돌아갔다. 그 동안 베네수엘라의 오리노코강 상류와 아마존강 상류를 조사하고, 에콰도르의 키토 부근의 화산과 안데스산맥을 조사하면서 페루에 이르렀다. 페루에서는 특히 구아노(guano)의 비료로서의 가치를 확인하고 유럽으로 수입하는 길을 열었다.
13. ↑  오진곤 <화학의 역사> 전파과학사 1993년 p160
14. ↑  하버의 방법은 수율이 낮았다. 1913년에 보쉬와 합동연구를 통해 대량생산법을 찾아냈다. 그러나 실질적으로 화학비료(질소비료)를 본격적으로 생산할 수 있었던 것은 1차세계대전이 종료된 1918년 이후였다. 전쟁기간중에 생산된 질소화합물은 화약제조에 전용되었기 때문이다.
15. ↑  “보관된 사본” (PDF). 2016년 3월 14일에 원본 문서 (PDF)에서 보존된 문서. 2013년 4월 16일에 확인함.